# Gaio Calpurnio Pisone (console 41)
Gaio Calpurnio Pisone (in latino Gaius Calpurnius Piso; ... – 65) è stato un politico romano, capo della fallita congiura organizzata nel 65 ai danni dell'imperatore Nerone.

## Gioventù e carattere
Pisone, membro della gens Calpurnia, ereditò dal padre, per noi sconosciuto, una buona rete di rapporti con diverse famiglie romane altolocate, mentre la madre gli lasciò notevoli ricchezze, che condivise con numerose persone di ogni classe. Tra gli interessi di Pisone c'erano la tragedia, la poesia e la dama. Possedeva anche una Villa a Baia, una località della costa campana molto in voga tra i Romani.
Pisone era alto, di bell'aspetto, affabile ed un ottimo oratore, anche se ci furono molti dubbi sulla sua moralità. Secondo Tacito egli difese in processi i suoi protetti, anche se colpevoli, ed amava molto ostentare la propria ricchezza. Nel 37 Caligola lo bandì da Roma e ne prese la moglie, Livia Orestilla, che aveva sposato lo stesso giorno, accusandolo di adulterio. Pisone tornò poi a Roma un anno dopo l'assassinio di Caligola.

## Congiura e morte
Nel 41 Claudio lo richiamò a Roma e lo nominò console assieme a se stesso. Pisone diventò così un potente senatore all'epoca del successivo imperatore Nerone, che progettò in segreto di spodestare nel 65.
Pisone sfruttò l'impopolarità di Nerone per ottenere il consenso del popolo, e già nel 62 aveva contattato i più influenti cittadini dell'epoca per saggiare il terreno. Nel 64 Roma fu sconvolta da un incendio, e le persecuzioni contro i Cristiani convinsero diverse persone a seguirlo e a organizzare una congiura.
Il 19 aprile 65, tuttavia, Pisone fu scoperto dal liberto di Flavio Scevinio, Milichio, che lo denunciò a Nerone. I cospiratori vennero arrestati: diciannove vennero giustiziati e tredici esiliati, mentre a Pisone venne dato l'ordine di suicidarsi.
Pisone è forse il personaggio chiamato Melibeo da Tito Calpurnio Siculo, come dimostrerebbe anche un'altra opera, il De laude Pisonis, che però non è di sua sicura attribuzione.